# Generał (serial telewizyjny)
Generał  – polski czteroodcinkowy biograficzny serial telewizyjny o generale Władysławie Sikorskim z 2009 roku, w reżyserii Anny Jadowskiej i Lidki Kazen. Zdjęcia do filmu rozpoczęły się w 2008 roku. Współautorem projektu jest dziennikarz Dariusz Baliszewski.

## Lista odcinków
1. Operacja Mur
2. Kurier z Polski
3. Pilot Prchal
4. Mistyfikacja

## Obsada
- Krzysztof Pieczyński − jako generał Władysław Sikorski
- Kamilla Baar − jako Zofia Leśniowska, córka generała Sikorskiego
- Tomasz Sobczak − jako Jan Gralewski
- Tomasz Borkowski − jako Ludwik Maria Łubieński
- Jerzy Grałek − jako gubernator Macfarlane
- Mirosław Haniszewski − jako pilot Eduard Prchal
- Gabriela Muskała − jako Sally
- Łukasz Simlat − jako Zygmunt Biały "De Noblet"
- Marcin Bosak − jako Józef Ponikiewski
- Maciej Marczewski − jako major Steven King
- Przemysław Bluszcz − jako porucznik Jan Benedykt Różycki
- Tomasz Piątkowski − jako Bob
- Mariusz Drężek − jako aktor
- Albert Osik − jako Mirandczyk
- Anna Radwan − jako Marcysia
- Krzysztof Pluskota − jako Bolek

i inni.

## Opis fabuły
Film jest subiektywną wizją ostatnich dni życia generała Władysława Sikorskiego i katastrofy w Gibraltarze.